# جائزة بلجيكا الكبرى 1968
جائزة بلجيكا الكبرى 1968 هو سباق فورمولا 1 أقيم بتاريخ 9 يونيو 1968 في حلبة دي سبا فرانكورشومب، حمام معدني، بلجيكا. كان الرابع من أصل 12 في بطولة العالم لسباقات الفورمولا واحد موسم 1968. حلّ النيوزلندي بروس ماكلارين أولا.

## وصلات خارجية
- الموقع الرسمي